# Trophée européen de la voiture de l'année
Pour les articles homonymes, voir Trophée européen.
Le Trophée européen de la voiture de l'année (en anglais, Car of the year) consacre  depuis 1964 la meilleure automobile commercialisée dans l'année sur le marché européen par un jury de professionnels de la presse automobile.

## Règlement
Selon les règles actuelles, les automobiles pouvant prétendre au titre doivent avoir été mises sur le marché européen au cours des douze derniers mois précédant le trophée de l'année en cours. Les nommées doivent être vendues dans au moins cinq marchés européens, avec une prévision de vente d'au moins cinq mille exemplaires par an.
Les critères du jury sont : le design, le confort, la sécurité, l'économie, le comportement routier, la performance, la fonctionnalité, la performance environnementale, le plaisir de conduite et le prix. Sont également pris en compte l'innovation technique et le rapport qualité-prix.
Quarante voitures sont présélectionnées en fin d'année précédente. La liste peut éventuellement être revue, certains modèles n'étant pas commercialisés aussi rapidement qu'annoncés ou au contraire ne plus être commercialisés sur le marché européen.
Sept voitures sont sélectionnées par simple vote avant le tour final où chaque membre du jury attribue un total de 25 points à au moins cinq voitures parmi les sept finalistes, avec un maximum de 10 points pour chacune. Les ex aequo ne sont pas autorisés. Le vote est ouvert, chaque membre du jury doit justifier publiquement les raisons de ses choix.
Jusqu'en 2022, la voiture gagnante et le classement sont annoncés en marge du salon international de l'automobile de Genève qui se tient la première semaine de mars. À partir de 2023, l'annonce se fait en marge du salon de l'automobile de Bruxelles.

## Jury
Ce trophée est décerné chaque année par un jury européen de 58 journalistes spécialisés de la presse automobile. La répartition du jury est fonction des marchés automobiles de chacun des 22 pays européens représentés ainsi que leur importance dans la fabrication d'automobiles. Les pays les plus représentés sont donc l'Allemagne, la France, le Royaume-Uni, l'Italie et l'Espagne qui ont chacun six membres.
Le comité d'organisation est composé de dirigeants de sept grands journaux en Europe, spécialisés dans l'automobile (ou y consacrant une rubrique importante) : 
- Auto (Italie) ;
- Autocar (Royaume-Uni) ;
- Autopista (Espagne) ;
- Autovisie (Pays-Bas) ;
- L'Automobile Magazine (France) ;
- Stern (Allemagne) ;
- Vi Bilägare (sv) (Suède).

Le jury est indépendant de ce comité.

## Histoire
En 2011, la Nissan Leaf est la première voiture électrique à remporter le trophée.
Pour sa 51e édition, le prix est décerné le 2 mars 2014 lors du salon international de l'automobile de Genève, en Suisse.
Pour sa 58e édition, le prix est décerné le 1er mars 2022, la Kia EV6 est la première voiture coréenne à être récompensée. La Peugeot 308, arrivée en 4e position, est la seule voiture à moteur thermique parmi les 7 finalistes. 
Pour cette édition, à la suite de l'invasion de l'Ukraine par la Russie quelques jours avant la remise du trophée, et aux sanctions européennes qui ont suivi, l'organisation du trophée à décidé de ne pas prendre en compte le vote des deux journalistes russes. L'organisation indique que cela n'a pas modifié le classement final. 
Contrairement aux précédentes éditions, en 2023, l'élection de la Voiture de l'année se déroule au salon de Bruxelles (du 14 au 23 janvier 2023). En effet, à la suite de la crise du Covid-19, le salon de Genève ne peut plus être tenu dans les mêmes conditions qu'auparavant. Le nom de la Voiture de l'année sera connu dès le 13 décembre 2022. 

## Résultats

### Classement par année

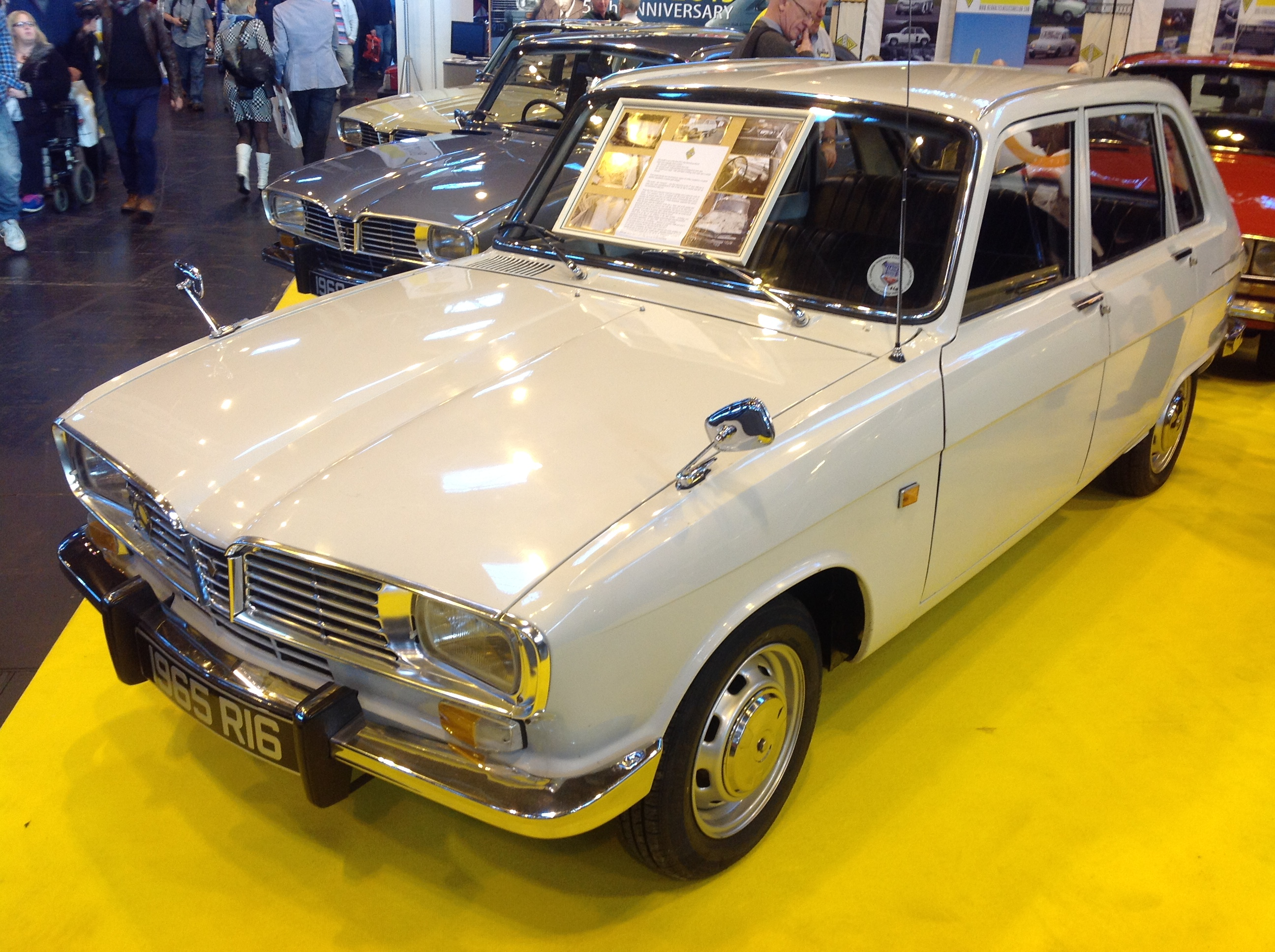
Renault 16.

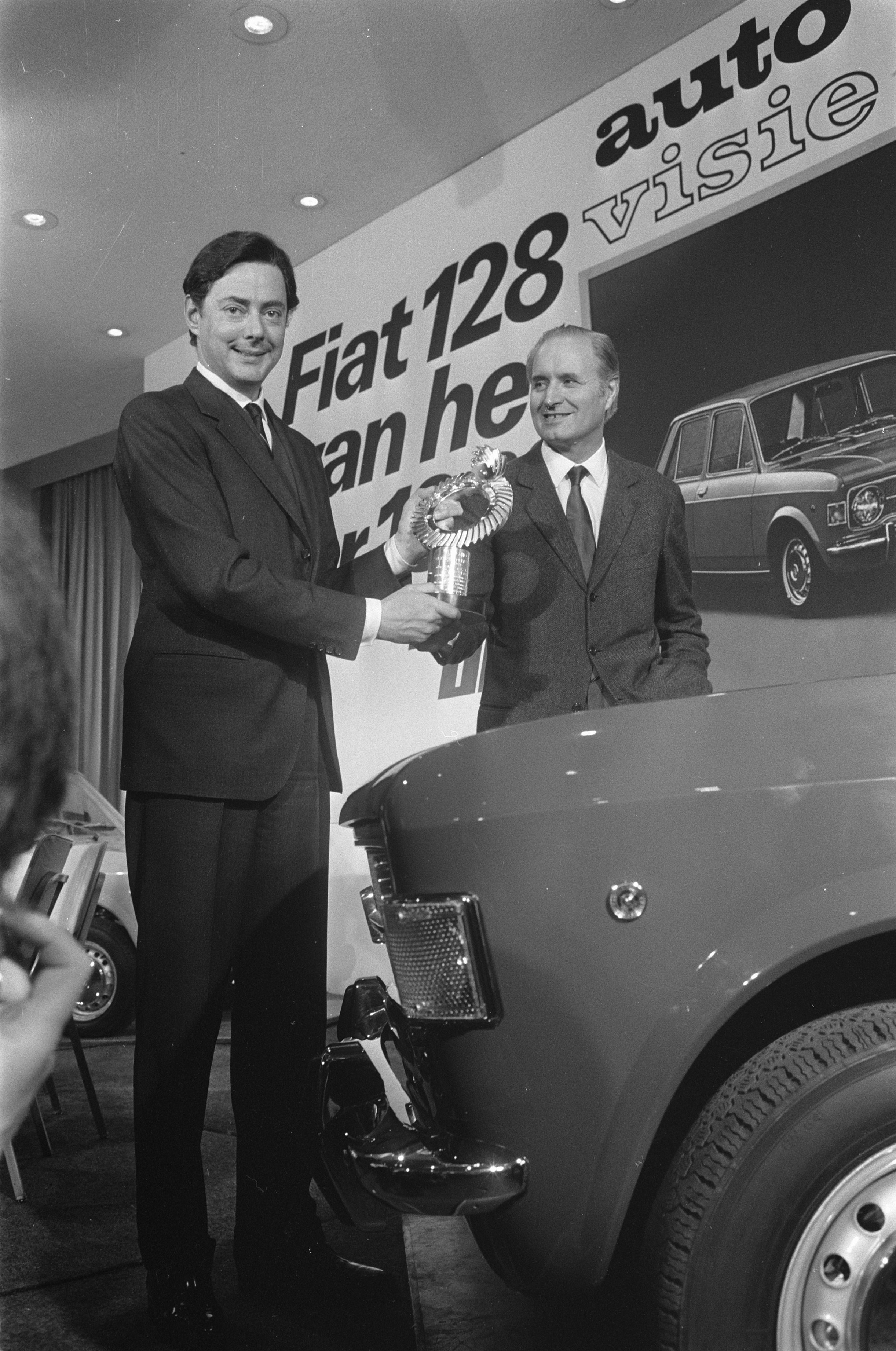
Pour la Fiat 128, Umberto Agnelli (à gauche) et Dante Giacosa (à droite) reçoivent le trophée le 5 février 1970 à l'hôtel Hilton d'Amsterdam.

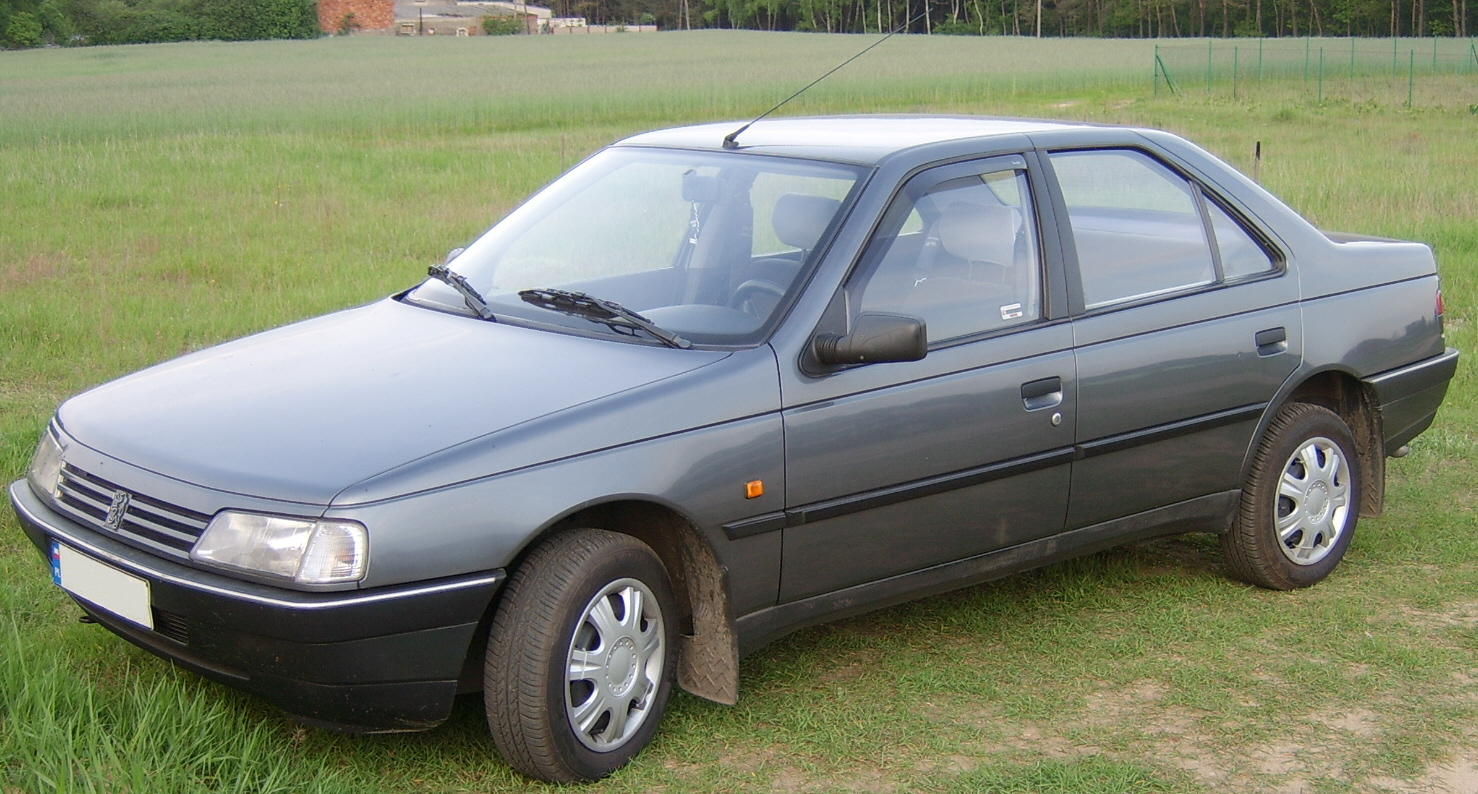
Peugeot 405.

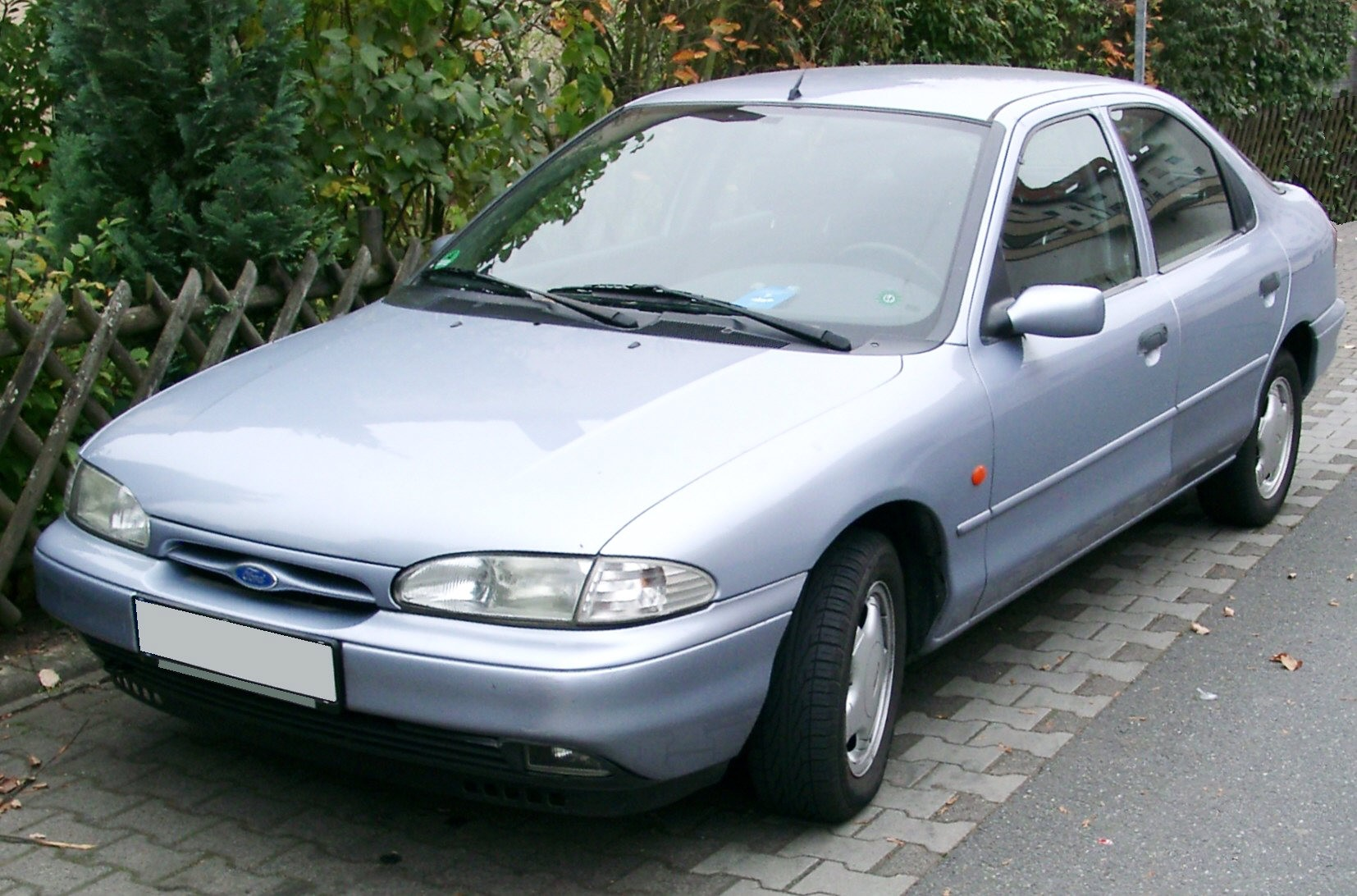
Ford Mondeo.

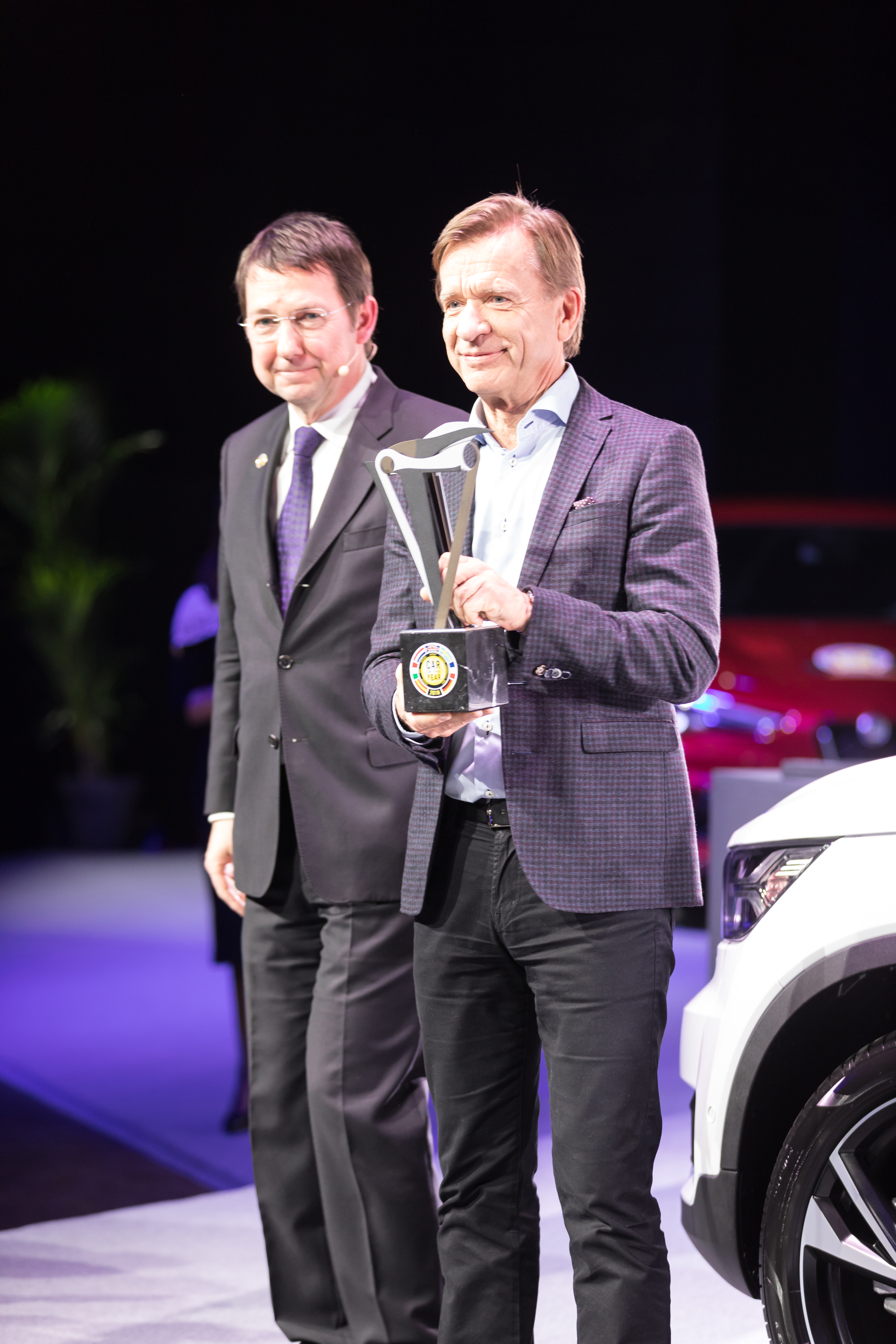
Håkan Samuelsson avec le trophée 2018

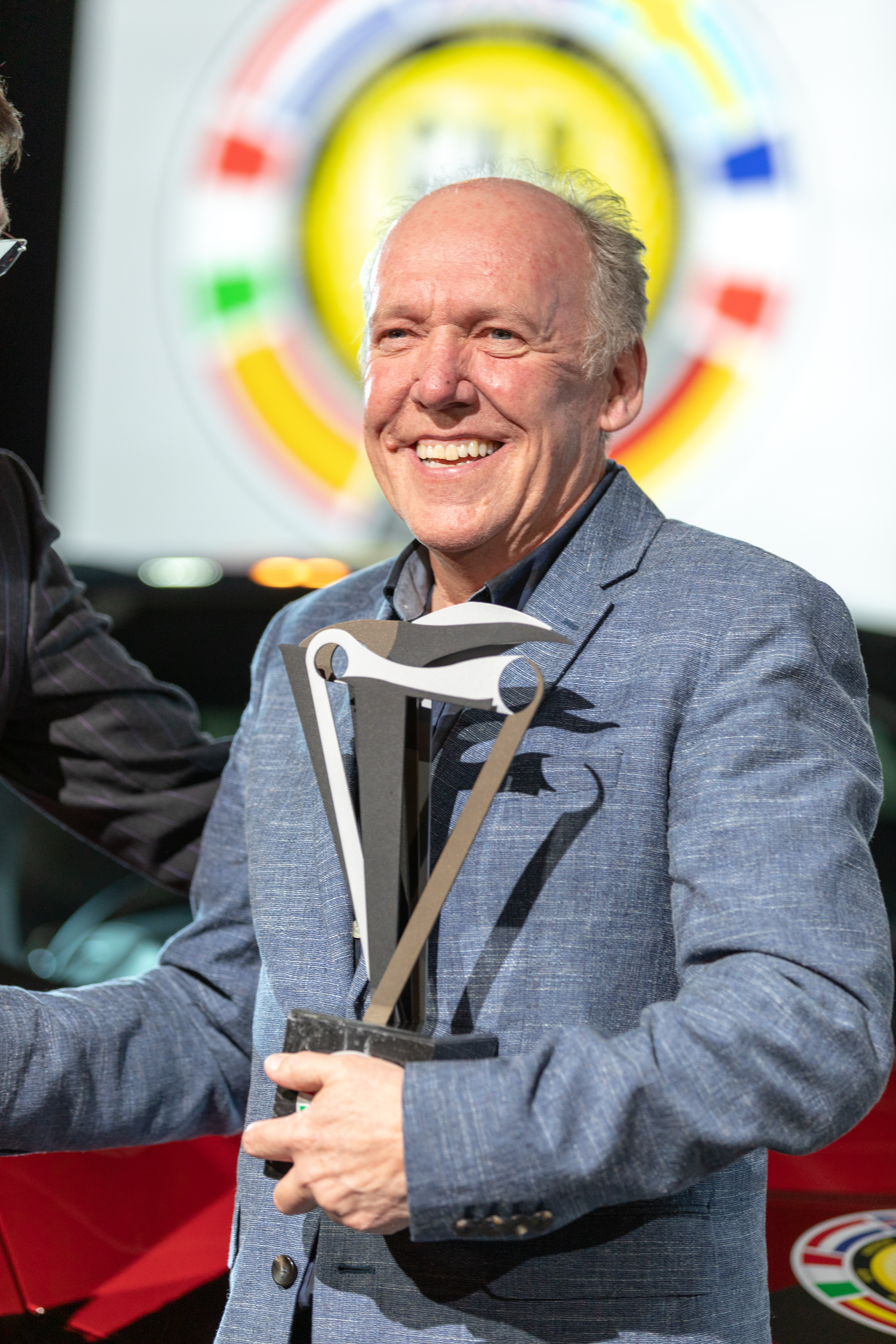
Ian Callum avec le trophée 2019

| Année | 1er                                     | Pts | 2e                             | Pts | 3e                 | Pts |
| ----- | --------------------------------------- | --- | ------------------------------ | --- | ------------------ | --- |
| 1964  | Rover P6 2000                           | 76  | Mercedes 600                   | 64  | Hillman IMP        | 31  |
| 1965  | Austin 1800                             | 78  | Autobianchi Primula            | 51  | Ford Mustang       | 18  |
| 1966  | Renault 16                              | 98  | Rolls-Royce Silver Shadow      | 81  | Oldsmobile Torona  | 59  |
| 1967  | Fiat 124                                | 144 | BMW 1600                       | 61  | Jensen FF          | 61  |
| 1968  | NSU Ro 80                               | 197 | Fiat 125                       | 133 | Simca 1100         | 94  |
| 1969  | Peugeot 504                             | 119 | BMW 2500/2800                  | 77  | Alfa Romeo 1750    | 76  |
| 1970  | Fiat 128                                | 235 | Autobianchi A 112              | 96  | Renault 12         | 79  |
| 1971  | Citroën GS                              | 233 | Volkswagen K 70                | 121 | Citroën SM         | 105 |
| 1972  | Fiat 127                                | 239 | Renault 15/17                  | 107 | Mercedes 350 SL    | 96  |
| 1973  | Audi 80                                 | 114 | Renault 5                      | 109 | Alfa Romeo Alfetta | 95  |
| 1974  | Mercedes 450                            | 115 | Fiat X1/9                      | 99  | Honda Civic        | 90  |
| 1975  | Citroën CX                              | 229 | Volkswagen Golf I              | 164 | Audi 50            | 136 |
| 1976  | Simca 1307-1308                         | 192 | BMW 3-series                   | 144 | Renault 30 TS      | 107 |
| 1977  | Rover SD1 3500                          | 157 | Audi 100                       | 138 | Ford Fiesta        | 135 |
| 1978  | Porsche 928                             | 261 | BMW 7-series                   | 231 | Ford Granada       | 203 |
| 1979  | Simca Horizon                           | 251 | Fiat Ritmo                     | 239 | Audi 80            | 181 |
| 1980  | Lancia Delta                            | 369 | Opel Kadett                    | 301 | Peugeot 505        | 199 |
| 1981  | Ford Escort                             | 326 | Fiat Panda                     | 308 | Austin Metro       | 255 |
| 1982  | Renault 9                               | 335 | Opel Ascona                    | 304 | Volkswagen Polo    | 225 |
| 1983  | Audi 100                                | 410 | Ford Sierra                    | 386 | Volvo 760          | 157 |
| 1984  | Fiat Uno                                | 346 | Peugeot 205                    | 325 | Volkswagen Golf II | 156 |
| 1985  | Opel Kadett                             | 326 | Renault 25                     | 261 | Lancia Thema       | 191 |
| 1986  | Ford Scorpio                            | 337 | Lancia Y10                     | 291 | Mercedes Classe E  | 273 |
| 1987  | Opel Omega A                            | 275 | Audi 80                        | 238 | BMW Série 7        | 175 |
| 1988  | Peugeot 405                             | 464 | Citroën AX                     | 252 | Honda Prelude      | 234 |
| 1989  | Fiat Tipo                               | 356 | Opel Vectra                    | 261 | Volkswagen Passat  | 194 |
| 1990  | Citroën XM                              | 390 | Mercedes-Benz SL               | 215 | Ford Fiesta        | 214 |
| 1991  | Renault Clio I                          | 312 | Nissan Primera                 | 258 | Opel Calibra       | 183 |
| 1992  | Volkswagen Golf III                     | 276 | Opel Astra                     | 231 | Citroën ZX         | 213 |
| 1993  | Nissan Micra II                         | 338 | Fiat Cinquecento               | 304 | Renault Safrane    | 244 |
| 1994  | Ford Mondeo                             | 290 | Citroën Xantia                 | 264 | Mercedes Classe C  | 192 |
| 1995  | Fiat Punto                              | 370 | Volkswagen Polo                | 292 | Opel Omega B       | 272 |
| 1996  | Fiat Bravo-Fiat Brava                   | 378 | Peugeot 406                    | 363 | Audi A4            | 246 |
| 1997  | Renault Mégane Scénic                   | 405 | Ford Ka                        | 293 | Volkswagen Passat  | 248 |
| 1998  | Alfa Romeo 156                          | 454 | Volkswagen Golf IV             | 266 | Audi A6            | 265 |
| 1999  | Ford Focus                              | 444 | Opel Astra G                   | 272 | Peugeot 206        | 249 |
| 2000  | Toyota Yaris                            | 344 | Fiat Multipla                  | 325 | Opel Zafira        | 265 |
| 2001  | Alfa Romeo 147                          | 238 | Ford Mondeo                    | 237 | Toyota Prius       | 229 |
| 2002  | Peugeot 307                             | 286 | Renault Laguna                 | 244 | Fiat Stilo         | 243 |
| 2003  | Renault Mégane II                       | 322 | Mazda 6                        | 302 | Citroën C3         | 214 |
| 2004  | Fiat Panda II                           | 281 | Mazda 3                        | 241 | Volkswagen Golf V  | 241 |
| 2005  | Toyota Prius                            | 406 | Citroën C4                     | 267 | Ford Focus         | 228 |
| 2006  | Renault Clio III                        | 256 | Volkswagen Passat              | 251 | Alfa Romeo 159     | 212 |
| 2007  | Ford S-Max                              | 235 | Opel Corsa                     | 233 | Citroën C4 Picasso | 222 |
| 2008  | Fiat 500 II                             | 385 | Mazda 2                        | 325 | Ford Mondeo        | 202 |
| 2009  | Opel Insignia                           | 321 | Ford Fiesta Mk VI              | 320 | Volkswagen Golf VI | 223 |
| 2010  | Volkswagen Polo V                       | 347 | Toyota IQ                      | 337 | Opel Astra V       | 221 |
| 2011  | Nissan Leaf                             | 257 | Alfa Romeo Giulietta           | 248 | Opel Meriva        | 244 |
| 2012  | Opel Ampera                             | 330 | Volkswagen up!                 | 281 | Ford Focus         | 256 |
| 2013  | Volkswagen Golf VII                     | 414 | Toyota GT 86                   | 202 | Volvo V40          | 189 |
| 2014  | Peugeot 308 II                          | 307 | BMW i3                         | 223 | Tesla Model S      | 216 |
| 2015  | Volkswagen Passat                       | 340 | Citroën C4 Cactus              | 248 | Mercedes Classe C  | 221 |
| 2016  | Opel Astra                              | 312 | Volvo XC90                     | 294 | Mazda MX-5         | 202 |
| 2017  | Peugeot 3008 II                         | 319 | Alfa Romeo Giulia              | 296 | Mercedes Classe E  | 197 |
| 2018  | Volvo XC40                              | 325 | Seat Ibiza V                   | 242 | BMW Série 5 VII    | 226 |
| 2019  | Jaguar I-Pace (ex aequo)                | 250 | Alpine A110 (ex aequo)         | 250 | Kia Ceed           | 247 |
| 2020  | Peugeot 208 II                          | 281 | Tesla Model 3                  | 242 | Porsche Taycan     | 222 |
| 2021  | Toyota Yaris IV                         | 266 | Fiat 500 IV                    | 240 | Cupra Formentor    | 239 |
| 2022  | Kia EV6                                 | 279 | Renault Mégane E-tech Electric | 265 | Hyundai Ioniq 5    | 261 |
| 2023  | Jeep Avenger                            | 328 | Volkswagen ID.Buzz             | 241 | Nissan Ariya       | 211 |
| 2024  | Renault Scénic E-tech Electric          | 329 | BMW Série 5                    | 308 | Peugeot 3008 III   | 197 |
| 2025  | Renault 5 E-Tech Electric / Alpine A290 | 353 | Kia EV3                        | 291 | Citroën C3 IV      | 217 |

Ex aequo
En 2019, pour la première fois de son histoire, deux voitures (Jaguar I-Pace et Alpine A110) ont obtenu le même nombre de points (250). Le vainqueur a été désigné en comptabilisant le plus grand nombre de votes de chaque pays en sa faveur, et la Jaguar l'a remporté avec un vote de plus que l'Alpine.
Record
La marque Fiat s'est vu décerner 9 récompenses, dont une fois deux années consécutives. La marque Renault a remporté 8 trophées, tandis que Peugeot en a remporté 6 et Citroën 3. 
Depuis, sa création Fiat et Renault se sont vu décerner leurs récompenses deux années consécutives, la Punto et la Bravo-Brava pour Fiat (en 1995 et 1996), et le Scénic E-tech Electric et la R5 E-tech Electric pour Renault (en 2024 et 2025). 
Modèles exclusifs
Des modèles considérés comme exclusifs ont autrefois figuré au palmarès : Jensen FF, Mercedes 600, Porsche 928, Rolls-Royce Silver Shadow...
Grands absents
Certaines voitures qui ont marqué leur génération n'ont pas remporté le Trophée : la Renault 5, la Volkswagen Golf I, la Peugeot 205, le Renault Espace, la Peugeot 206 ...

### Classement par marque
| Trophées par marque | Trophées par marque | Trophées par marque | Trophées par marque    | Trophées par marque    | Trophées par marque           | Trophées par marque              |
| Marque              | Trophées            | Podiums             | Véhicules récompensés  | Véhicules récompensés  | Véhicules récompensés         | Véhicules récompensés            |
| ------------------- | ------------------- | ------------------- | ---------------------- | ---------------------- | ----------------------------- | -------------------------------- |
| Fiat                | 9                   | 16                  | 124 (1967)             | 128 (1970)             | 127 (1972)                    | Uno (1984)                       |
| Fiat                | 9                   | 16                  | Tipo (1989)            | Punto (1995)           | Bravo/Brava (1996)            | Panda (2004)                     |
| Fiat                | 9                   | 16                  | 500 (2008)             |                        |                               |                                  |
| Renault             | 8                   | 15                  | 16 (1966)              | 9 (1982)               | Clio I (1991)                 | Mégane Scénic I (1997)           |
| Renault             | 8                   | 15                  | Mégane II (2003)       | Clio III (2006)        | Scénic E-tech Electric (2024) | Renault 5 E-tech Electric (2025) |
| Peugeot             | 6                   | 10                  | 504 (1969)             | 405 (1988)             | 307 (2002)                    | 308 II (2014)                    |
| Peugeot             | 6                   | 10                  | 3008 II (2017)         | 208 II (2020)          |                               |                                  |
| Ford                | 5                   | 11                  | Escort (1981)          | Granada/Scorpio (1986) | Mondeo (1994)                 | Focus (1999)                     |
| Ford                | 5                   | 11                  | S-Max (2007)           |                        |                               |                                  |
| Opel/Vauxhall       | 5                   | 9                   | Kadett (1985)          | Omega A (1987)         | Insignia (2009)               | Ampera (2012)                    |
| Opel/Vauxhall       | 5                   | 9                   | Astra (2016)           |                        |                               |                                  |
| Volkswagen          | 4                   | 17                  | Golf III (1992)        | Polo V (2010)          | Golf VII (2013)               | Passat (2015)                    |
| Citroën             | 3                   | 12                  | GS (1971)              | CX (1975)              | XM (1990)                     |                                  |
| Toyota              | 3                   | 5                   | Yaris (2000)           | Prius (2005)           | Yaris IV (2021)               |                                  |
| Audi                | 2                   | 8                   | 80 (1973)              | 100 (1983)             |                               |                                  |
| Alfa Romeo          | 2                   | 7                   | 156 (1998)             | 147 (2001)             |                               |                                  |
| Nissan              | 2                   | 4                   | Micra (1993)           | Leaf (2011)            |                               |                                  |
| Chrysler/Simca      | 2                   | 3                   | Simca 1307-1308 (1976) | Horizon (1979)         |                               |                                  |
| Rover               | 2                   | 2                   | P6 2000 (1964)         | Rover SD1 3500 (1977)  |                               |                                  |
| Mercedes-Benz       | 1                   | 8                   | Classe S (1974)        |                        |                               |                                  |
| Volvo               | 1                   | 4                   | XC40 (2018)            |                        |                               |                                  |
| Lancia              | 1                   | 3                   | Delta (1980)           |                        |                               |                                  |
| Kia                 | 1                   | 3                   | EV6 (2022)             |                        |                               |                                  |
| Porsche             | 1                   | 2                   | 928 (1978)             |                        |                               |                                  |
| Alpine              | 1                   | 2                   | Alpine A290 (2025)     |                        |                               |                                  |
| Austin              | 1                   | 2                   | 1800 (1965)            |                        |                               |                                  |
| NSU                 | 1                   | 1                   | NSU Ro 80 (1968)       |                        |                               |                                  |
| Jaguar              | 1                   | 1                   | I-Pace (2019)          |                        |                               |                                  |
| Jeep                | 1                   | 1                   | Avenger (2023)         |                        |                               |                                  |
| BMW                 | 0                   | 8                   |                        |                        |                               |                                  |
| Mazda               | 0                   | 4                   |                        |                        |                               |                                  |
| Honda               | 0                   | 2                   |                        |                        |                               |                                  |
| Autobianchi         | 0                   | 2                   |                        |                        |                               |                                  |
| Tesla               | 0                   | 2                   |                        |                        |                               |                                  |
| Jensen              | 0                   | 1                   |                        |                        |                               |                                  |
| Oldsmobile          | 0                   | 1                   |                        |                        |                               |                                  |
| Rolls Royce         | 0                   | 1                   |                        |                        |                               |                                  |
| Seat                | 0                   | 1                   |                        |                        |                               |                                  |
| Hillman             | 0                   | 1                   |                        |                        |                               |                                  |
| Hyundai             | 0                   | 1                   |                        |                        |                               |                                  |

### Classement par pays
| Trophées par pays | Trophées par pays | Trophées par pays | Trophées par pays        | Trophées par pays                     | Trophées par pays                              | Trophées par pays            |
| Pays              | Trophées          | Podiums           | Véhicules récompensés    | Véhicules récompensés                 | Véhicules récompensés                          | Véhicules récompensés        |
| ----------------- | ----------------- | ----------------- | ------------------------ | ------------------------------------- | ---------------------------------------------- | ---------------------------- |
| France            | 19                | 43                | Renault 16 (1966)        | Peugeot 504 (1969)                    | Citroën GS (1971)                              | Citroën CX (1975)            |
| France            | 19                | 43                | Simca 1307-1308 (1976)   | Simca Horizon (1979)                  | Renault 9 (1982)                               | Peugeot 405 (1988)           |
| France            | 19                | 43                | Citroën XM (1990)        | Renault Clio I (1991)                 | Renault Mégane Scénic (1997)                   | Peugeot 307 (2002)           |
| France            | 19                | 43                | Renault Mégane II (2003) | Renault Clio III (2006)               | Peugeot 308 II (2014)                          | Peugeot 3008 II (2017)       |
| France            | 19                | 43                | Peugeot 208 II (2020)    | Renault Scénic E-tech Electric (2024) | Renault 5 E-tech Electric / Alpine A290 (2025) |                              |
| Allemagne         | 14                | 59                | NSU Ro 80 (1968)         | Audi 80 (1973)                        | Mercedes 450 (1974)                            | Porsche 928 (1978)           |
| Allemagne         | 14                | 59                | Audi 100 (1983)          | Opel Kadett (1985)                    | Opel Omega A (1987)                            | Volkswagen Golf III (1992)   |
| Allemagne         | 14                | 59                | Opel Insignia (2009)     | Volkswagen Polo V (2010               | Opel Ampera (2012)                             | Volkswagen Golf VII (2013)   |
| Allemagne         | 14                | 59                | Volkswagen Passat (2015) | Opel Astra (2016)                     |                                                |                              |
| Italie            | 12                | 29                | Fiat 124 (1967)          | Fiat 128 (1970)                       | Fiat 127 (1972)                                | Lancia Delta (1980)          |
| Italie            | 12                | 29                | Fiat Uno (1984)          | Fiat Tipo (1989)                      | Fiat Punto (1995)                              | Fiat Bravo-Fiat Brava (1996) |
| Italie            | 12                | 29                | Alfa Roméo 156 (1998)    | Alfa Roméo 147 (2001)                 | Fiat Panda II (2004)                           | Fiat 500 II (2008)           |
| États-Unis        | 6                 | 19                | Ford Escort (1981)       | Ford Scorpio (1986)                   | Ford Mondeo (1994)                             | Ford Focus (1999)            |
| États-Unis        | 6                 | 19                | Ford S-Max (2007)        | Jeep Avenger (2023)                   |                                                |                              |
| Japon             | 5                 | 15                | Nissan Micra II (1993)   | Toyota Yaris (2000)                   | Toyota Prius (2005)                            | Nissan Leaf (2011)           |
| Japon             | 5                 | 15                | Toyota Yaris IV (2021)   |                                       |                                                |                              |
| Royaume-Uni       | 4                 | 7                 | Rover P6 2000 (1964)     | Austin 1800 (1965)                    | Rover SD1 3500 (1977)                          | Jaguar I-Pace (2019)         |
| Suède             | 1                 | 4                 | Volvo XC40 (2018)        |                                       |                                                |                              |
| Corée du Sud      | 1                 | 3                 | Kia EV6 (2022)           |                                       |                                                |                              |